# 小行星9105
小行星9105（英語：9105 Matsumura）是一颗围绕太阳公转的小行星。1997年1月2日，小林隆男在大泉天文台发现了此天体。
这颗小行星的绝对星等为337.499802930024等。